# Robin II
Robin II is een nummer van de Nederlandse band a balladeer.
Het nummer werd in 2007 samen met het nummer Panama als single uitgebracht. Van de single kwam ook een cd-maxi-versie uit. Op deze versie stonden behalve Robin II, ook de nummers Caretaker, Herbst, Panama en de videoclip van Robin II. Daarnaast verscheen het nummer op het debuutalbum van de band, Panama.
De film High Fidelity was de inspiratie voor het couplet na het eerste refrein. Het nummer had bijna And That Mine Will Make A Brilliant Song geheten. Maar uiteindelijk bleek 'Robin II' de juiste titel.